# Ozaki Kōyō
Ozaki Kōyō (尾崎紅葉 (Vĩ Khi Hồng Diệp)) (10 tháng 1, 1868 (16 tháng 12 Khánh Ứng 3) - 30 tháng 10, 1903 (Minh Trị 36)), tên thật Ozaki Tokutarō (尾崎徳太郎 (Vĩ Khi Đức Thái Lang)) là một nhà văn và nhà thơ người Nhật. Ông sở hữu nhiều tên hiệu như Duyên Sơn, Bán Khả Thông Nhân, hay Thập Thiên Vạn Đường.
Ozaki bỏ học giữa chừng khi đang theo học khoa Văn đại học Đế quốc Nhật Bản. Năm 1885 (Minh Trị 18), cùng Yamada Bimyō, ông bắt đầu phát hành tạp chí Garakuta Bunko ("Kho sách đầu thừa đuôi thẹo"). Ozaki bắt đầu được công nhận với tác phẩm Ninin Bikuni Irozange, và sau đó là Kyaramakura và Tajōtakon. Ozaki là một trong hai nhà văn lớn của thời kỳ Minh Trị cùng Kōda Rohan, thời kỳ này trong văn đàn còn được gọi là thời kỳ Kōro.
Ông có nhiều đệ tử ưu tú như Izumi Kyōka, Tayama Katai, Yanagawa Shun'yō, và Tokuda Shūsei. Là một nhà thơ haiku, Ozaki đã dẫn đầu phong trào thơ mới cùng Masaoka Shiki và Tsunoda Chikurei trong Shūseikai.

## Tiểu sử
Ozaki sinh ngày 10 tháng 1, 1868 (16 tháng 12 Khánh Ứng 3) tại thôn Nakamonzen, Shiba, Edo (nay là Tokyo). Cha của ông là Ozaki Kokusai (hay Ozaki Sōzō), một nghệ nhân netsuke, mẹ ông là Ozaki Yō. Gia đình Ozaki tuy xuất thân từ gia tộc thương gia Iseya, nhưng đến đời Sōzō họ đã phá sản. Có những giả thuyết cho rằng gia tộc Iseya chuyên buôn vải hoặc gạo, tuy nhiên đến nay vẫn chưa thể xác nhận được. Mẹ ông mất năm 1872 (Minh Trị 5), và Ozaki được ông ngoại Araki Shun'an nuôi dưỡng. Ông theo học Mai Tuyền Đường trong một ngôi chùa ở Edo (nay là trường tiểu học công lập Onarimon) và sau đó là trường trung học số 2 (nay là cao học Hibiya) của phủ. Tuy có các đồng học như Kōda Rohan, Sawayanagi Masatarō, hay Kanō Kōkichi, Ozaki đã bỏ học giữa chừng. Sau đó, ông đến Tuy Du Đường của Oka Rokumon để học kanji, Sùng Văn Quán của Ishikawa Kōsai để học văn thơ Hán, cũng như trường tiếng Anh Mita để học tiếng Anh, tất cả để nhắm tới việc nhập học trường dự bị đại học.
Học phí của Ozaki được trang trải bởi gia tộc Yokoo mà ông ngoại Araki của ông quen biết. Năm 1899 (Minh Trị 32), khi Ozaki ghé thăm Niigata trên đường tới thăm đảo Sado, chú của ông Yokoo Heita là trưởng cục thuế Niigata khi đó. Con gái thứ 3 của Ozaki Michiyo được cho nhà Araki nhận nuôi và gả cưới cho con nuôi của Yokoo là Ishio, một quân nhân hải quân. Cha ruột của Ishio trước là thống đốc quận Ano, tuy nhiên ông đã mất sớm. Em trai của Ishio, Yasuo là giáo sư ngành Y tại Đại học Đế quốc Tokyo.
Khi ông thành công nhập học đại học dự bị Tokyo năm 1883 (Minh Trị 16), Ozaki đã có nhiều tác phẩm được xuất bản dưới hiệu Duyên Sơn, và ông tiếp tục tham gia nhiều hội nhóm văn học như Bun'yūkai và Tottotsukai. Ngày 2 tháng 5, 1885, ông thành lập Ken'yūsha cùng những Yamada Bimyō, Ishibashi Shian, và Maruyama Kyūka, đồng thời bắt đầu phát hành tạp chí Garakuta Bunko, nơi loạt bài Ejima-miyage Kokkei-kai Byōbu được đăng từ ngày 2 tháng 5, 1885 đến ngày 25 tháng 5, 1886. Tuy ban đầu tạp chí được viết tay, nhận được đánh giá tốt, từ ngày 1 tháng 11, 1886, tạp chí chuyển sang in mộc bản. Ngày 25 tháng 5, 1888 (Minh Trị 21), tạp chí được mở bán, bắt đầu đăng tải loạt bài Fūryū Kyōningyō, và thu hút nhiều sự chú ý. Tuy vậy, cùng năm đó, Yamada nhận lời trở thành chủ bút của tạp chí Miyako no Hana và cắt đứt mối quan hệ với Ozaki.
Năm 1889, nhà xuất bản Yoshioka đang phát hành Garakuta Bunko bắt đầu xuất bản một tập tiểu thuyết mới. Trong quyển 1 của tập tiểu thuyết Shincho Hyakushu đó, tác phẩm Ninin Bikuni Irozange của Ozaki đã được xuất bản. Tiểu thuyết lấy bối cảnh thời kỳ Chiến quốc, kể một câu chuyện về cuộc gặp mặt tình cờ giữa hai người phụ nữ tỏ lòng tiếc thương cho một chiến sĩ trẻ tử trận. Sự hòa trộn giữa những lời thoại dân dã và phong cách kể chuyện thanh lịch đã biến tác phẩm này trở thành sự hiện hữu hóa của một phong trào văn học mới, đồng thời đưa Ozaki trở thành một tác giả nổi tiếng khi nhận được nhiều lời bình hay. Cũng trong thời gian này, ông nâng tầm hiểu biết về chủ nghĩa tả thực cũng như chủ nghĩa hoài cổ hơn khi chuyên tâm đọc những sáng tác của Ihara Saikaku.
Trong khi đó, sau cải cách hệ thống giáo dục năm 1886, Ozaki nhập học khoa Chính trị Anh của trường trung học số 1. Năm 1888, ông nhập học khoa Chính trị thuộc khoa Luật của Đại học Đế quốc. Năm sau đó ông chuyển sang khoa Văn học Nhật Bản và bỏ học năm 1890. Trước đó, khi vẫn còn học đại học, ông gia nhập tòa soạn Yomiuri Shimbun, và tờ báo này trở thành nơi hoạt động chính cho các tác phẩm của Ozaki, như Kyaramakura (5 tháng 7 - 23 tháng 9, 1890) và Sannin-zuma (phần đầu 6 tháng 3 - 11 tháng 5, phần sau 5 tháng 7 - 4 tháng 11, 1892), giúp ông nhận được sự công nhận rộng rãi hơn.
Năm 1895, sau khi đọc Genji Monogatari, chịu ảnh hưởng của lối mô tả tâm lý trong tác phẩm này, Ozaki đã sáng tác tác phẩm Tajōtakon. Sau đó, năm 1897, tác phẩm Konjiki Yasha của ông bắt đầu lên báo Yomiuri Shimbun. Tác phẩm lấy bối cảnh chiến tranh Nhật–Thanh để kể một câu chuyện về tình yêu và tiền bạc xoay quanh hai nhân vật Kan'ichi và Miya, trở thành một tác phẩm rất nổi tiếng khi ăn theo trào lưu thời đó. Về sau đó, ông tiếp tục viết, tuy không thường xuyên do thể trạng của ông vốn đã không tốt, và sức khỏe của Ozaki bắt đầu đi xuống từ năm 1899. Từ đó, ông thường lui tới Shiobara, Tochigi và chùa Tu Thiện để chữa bệnh. Tuy ông tiếp tục viết Konjiki Yasha năm 1903, tác phẩm lại bị bỏ dở vào tháng 3 khi ông bị chẩn đoán mắc ung thư đại tràng. Ông tự ý trị bệnh bằng các liệu pháp như Chelidonium majus và mất tại nhà riêng ngày 30 tháng 10 cùng năm, hưởng dương 35 tuổi. Giới danh của ông là Thái Văn viện Hồng Diệp Nhật Sùng cư sĩ. Mộ của ông tọa lạc tại nghĩa trang Aoyama, và thư pháp trên bia mộ được Iwaya Ichiroku, cha của Iwaya Sazanami, bạn thân của Ozaki trong Ken'yūsha.